# Colegio Notarial de Castilla-La Mancha
El Ilustre Colegio Notarial de Castilla-La Mancha es la corporación de derecho público, de ámbito autonómico, que ejerce la representación de los notarios de la comunidad autónoma de Castilla-La Mancha. Tiene su sede en la ciudad de Albacete.

## Historia
El Colegio Notarial de Castilla-La Mancha se creó en 2008 a instancias del decreto que adscribía cada colegio notarial a los territorios de las comunidades autónomas, sucediendo así al Colegio Notarial de Albacete. El 17 de noviembre de 2008 se celebraron las primeras elecciones y el nuevo Colegio Notarial de Castilla-La Mancha comenzó su andadura el 1 de enero de 2009, con sede en la ciudad de Albacete, como heredero del extinto Ilustre Colegio Notarial de Albacete, el único colegio notarial que existía en Castilla-La Mancha, que comprendía los territorios de las provincias de Albacete, Ciudad Real y Cuenca y de la Región de Murcia, mientras que las provincias de Toledo y Guadalajara formaban parte del Colegio Notarial de Madrid. Palmira Delgado pasó a la historia de la notaría española al convertirse en la primera mujer que asumía el cargo de decana, tras resultar vencedora de las primeras elecciones.

## Funciones

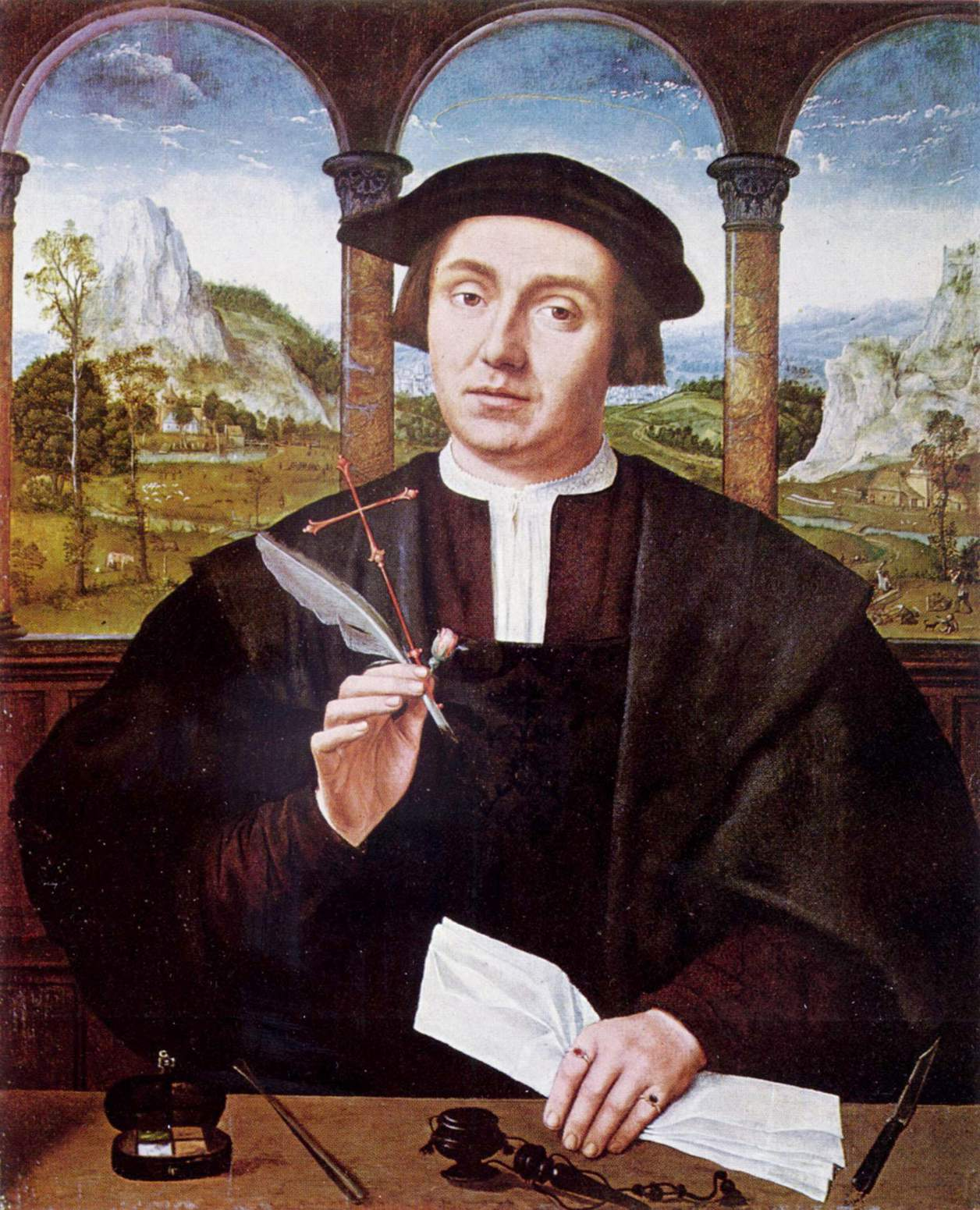
Notario

El Colegio Notarial de Castilla-La Mancha ejerce la representación de los notarios de la comunidad autónoma ante las diferentes instituciones y organismos. También se encarga de su formación continua y de velar por la deontología profesional del notario, entre otras muchas funciones.

## Sede
El histórico edificio, denominado Colegio Notarial de Albacete, que alberga la sede del Ilustre Colegio Notarial de Castilla-La Mancha está situado en pleno Centro de la ciudad de Albacete, en el importante eje de la calle Marqués de Molins (calle Ancha). El emblemático edificio cuenta, entre otras dependencias, con despachos, oficinas, biblioteca o salón de actos. El Colegio Notarial de Castilla-La Mancha está situado en la misma sede que ocupaba desde 1923 el Colegio Notarial de Albacete.
En 2016 el colegio abrió su primera delegación en Toledo.

## Elecciones
El 17 de noviembre de 2008 se celebraron las primeras elecciones del recién creado Ilustre Colegio Notarial de Castilla-La Mancha, resultando vencedora Palmira Delgado Martín, que pasó a la historia del notariado en España al convertirse en la primera mujer en ostentar el cargo de decano.
La siguiente tabla muestra las elecciones celebradas en el Colegio Notarial hasta la actualidad y el decano elegido en cada una de ellas:
| Elecciones              | Decano                       |
| ----------------------- | ---------------------------- |
| 17 de noviembre de 2008 | Palmira Delgado Martín       |
| 18 de noviembre de 2012 | Palmira Delgado Martín       |
| 20 de noviembre de 2016 | Luis Fernández-Bravo Francés |
| 16 de noviembre de 2020 | Luis Fernández-Bravo Francés |